# Флоридабланка (Колумбия)
Флоридабланка — муниципалитет, расположенный в департаменте Сантандер. Флоридабланка является частью метрополии города Букараманга. Она известна своими парками и Пьедра-дель-Соль (солнечным камнем), вырезанным жившими здесь в доколумбовые времена гуанями около 1 000 лет назад.

## История
Первыми поселенцами на территории города были гуане в доколумбову эру, как и в местности современных Букараманги и Предгорья. В 1817 году был основан город, названный в честь Хосе Флоридобланки, испанского государственного деятеля, умершего в 1808 году.

## Демография
Согласно официальным данным переписи 2005 года население Флоридабланки составляет  262 165 человек, таким образом город является вторым в департаменте по этому показателю. 47,37% жителей — мужчины, 52,63% — женщины. 95,6% населения старше 5 лет умеют читать и писать, уровень безграмотности составляет 4,4%.